# Eiffel (film)
Pour les articles homonymes, voir Eiffel.
Pour plus de détails, voir Fiche technique et Distribution.
Eiffel est un film franco-allemand réalisé par Martin Bourboulon, sorti en 2021.
Il s'agit de l’histoire d’amour (probablement fictionnelle) entre l’ingénieur Gustave Eiffel et une jeune femme nommée Adrienne Bourgès, durant laquelle va émerger l’idée de créer la tour Eiffel.

## Synopsis
À la fin des années 1880, Gustave Eiffel vient de collaborer à la construction de la statue de la Liberté. Il doit alors faire face à la pression du gouvernement français qui souhaite qu'il conçoive quelque chose de spectaculaire pour l'Exposition universelle de Paris de 1889.
Alors que l'ingénieur ne s’intéresse qu’au projet du métropolitain, il recroise Adrienne Bourgès, son amour de jeunesse, rencontrée lors de la construction d'une passerelle au-dessus de la Garonne en 1860. Cette relation interdite et secrète — elle est alors mariée à son ami Antoine de Restac — va l'inspirer,.

## Fiche technique
Sauf indication contraire, les informations mentionnées dans cette section peuvent être confirmées par la base de données cinématographiques IMDb,  présente dans la section « Liens externes ».
- Titre original : Eiffel
- Réalisation : Martin Bourboulon
- Scénario : Caroline Bongrand[6]
- Adaptation et dialogues : Thomas Bidegain, Caroline Bongrand, Martin Bourboulon, Martin Brossollet, avec Natalie Carter et Tatiana de Rosnay[6]
- Musique : Alexandre Desplat
- Direction artistique : Dominique Moisan
- Décors : Stéphane Taillasson
- Costumes : Thierry Delettre
- Photographie : Matias Boucard
- Montage : Virginie Bruant	et Valérie Deseine
- Production : Vanessa van Zuylen
- Sociétés de production : VVZ Production ; Pathé (coproduction) ; SOFICA Cofinova 16, Cofimage 31, Indéfilms 8, SG Images 2018 (en association avec)
- Société de distribution : Pathé Distribution (France)
- Budget : environ 23,4 millions d'euros[5]
- Pays de production :  France (80 %) -  Allemagne  (20 %)[6]
- Langues originales : français
- Genres : drame, biographie historique, romance
- Durée : 115 minutes
- Dates de sortie :
  - Australie : 2 mars 2021 (avant-première au Festival du film français Alliance française)[7],[8]
  - France : 24 août 2021 (Festival du film francophone d'Angoulême) ; 13 octobre 2021 (sortie nationale)

## Distribution
- Romain Duris : Gustave Eiffel
- Emma Mackey : Adrienne Bourgès
- Pierre Deladonchamps : Antoine de Restac
- Armande Boulanger : Claire Eiffel
- Bruno Raffaelli : Monsieur Bourgès
- Andranic Manet : Adolphe Salles
- Alexandre Steiger : Jean Compagnon
- Philippe Hérisson : Édouard Lockroy
- Jérémie Petrus : Edmond
- Jérémy Lopez : Maurice Koechlin
- Frédéric Merlo : Georges
- Damien Zanoly : Émile Nouguier

## Production

### Genèse et développement
Le projet est initialement développé par Caroline Bongrand dès septembre 1997. En résumant des idées de scénarios à un producteur californien, elle lance « Gustave Eiffel a construit sa tour pour une femme qu’il a follement aimée et dont le prénom commençait par un A. Vous avez remarqué que la Tour Eiffel a la forme d’un A ? C’est une si belle histoire d’amour. Personne ne l’a jamais racontée. » Cette histoire, totalement fictive, semble intéresser. Liam Neeson sera envisagé pour incarner Gustave Eiffel, avant que le projet soit développé en France. Luc Besson se montre un temps intéressé, puis Olivier Dahan qui imagine Marion Cotillard dans le rôle d'Adrienne. Si Ridley Scott sera brièvement évoqué, c'est avec Martin Bourboulon que le projet se concrétise. Pendant plus de 20 ans, Caroline Bongrand aura tenté de monter ce projet, aventure qu'elle raconte dans le livre Eiffel et moi, publié en mai 2021.
En juin 2020, on apprend qu'avec 23,4 millions d'euros de budget, Eiffel est la plus grosse production française de l'année 2020 et que, dans une interview, le directeur de production François Hamel indique qu'un budget supplémentaire de 300 000 euros est nécessaire afin de couvrir les jours de préparation supplémentaires, ainsi que les dépenses liées aux règles sanitaires dues à la pandémie de Covid-19.

### Distribution des rôles
En mai 2019, on annonce qu'Emma Mackey donne la réplique à Romain Duris dans le film. Le réalisateur Martin Bourboulon explique que « le choix d'engager Mackey était évident » et que sa « forte personnalité transparaît dans sa façon de jouer. C’est à la fois une actrice romantique et rock, au talent éblouissant ».

### Tournage
Le tournage débute en août 2019. Il est ensuite interrompu pendant trois mois en 2020, en raison des mesures sanitaires prises en France à la suite de la pandémie de Covid-19, avant de reprendre en juin 2020,. Il a lieu à Paris, notamment près de la tour Eiffel, au studio Backlot 217 (ancienne base aérienne 217 Brétigny-sur-Orge, où est reconstitué le chantier de construction d'une pile), mais aussi dans le département de la Gironde près du pont de Cubzac construit par Gustave Eiffel à Cubzac-les-Ponts (il s'agit d'un autre pont réalisé par lui au-dessus du fleuve Dordogne, pour figurer la passerelle Saint-Jean à Bordeaux, sur la Garonne, dont Eiffel fut conducteur des travaux dans sa jeunesse), le département de la Haute-Loire, aux Forges de l'Alliance à Pont-Salomon, et dans le département des Yvelines, au château de Vaugien à Saint-Rémy-lès-Chevreuse.

## Accueil
Le film est présenté en mars 2021 en avant-première au Festival du film français Alliance française, en Australie, en particulier à la soirée d'ouverture le 2 mars.

### Critique
En France, le site Allociné recense une moyenne des critiques presse de 2,8/5.
Dans la réalité, Gustave Eiffel et Adrienne Bourgès avaient 10 ans d'écart, mais 22 ans séparent les acteurs Romain Duris (47 ans) et Emma Mackey (25 ans). Cependant Romain Duris est rajeuni numériquement dans les flashbacks et pas Emma Mackey.

### Box-office
| Pays ou région | Box-office        | Date d'arrêt du box-office | Nombre de semaines |
| -------------- | ----------------- | -------------------------- | ------------------ |
| France         | 1 467 925 entrées | 7 décembre 2021            | 8                  |
| Allemagne      | 59 726 entrées    | -                          | -                  |
| Total mondial  | 13 649 605 $      | -                          | -                  |

## Distinctions

### Nominations
- César 2022 : 
  - Meilleurs costumes
  - Meilleurs décors
  - Meilleurs effets visuels